# Lindsvikarna
Lindsvikarna är två kustnära småsjöar i Hudiksvalls kommun:
- Lindsvikarna (Rogsta socken, Hälsingland), sjö i Hudiksvalls kommun, 61°50′42″N 17°18′17″Ö / 61.845°N 17.3048°Ö (10,9 ha)
- Lindsvikarna, Hälsingland, sjö i Hudiksvalls kommun, 61°50′46″N 17°18′46″Ö / 61.8461°N 17.3129°Ö (5,27 ha)